# Christmas (album de Michael Bublé)
Pour les articles homonymes, voir Christmas.
Albums de Michael Bublé
Crazy Love (album)
(2009) To Be Loved
(2013)
Singles
1. All I Want for Christmas Is You
Sortie : 16 novembre 2011
2. It's Beginning to Look a Lot Like Christmas / Jingle Bells
Sortie : 18 novembre 2012
3. White Christmas (featuring Shy’m)
Sortie : 11 décembre 2012

Christmas est le cinquième album studio de Michael Bublé, sorti en 2011. Il se classe no 1 aux ARIA Charts (et est disque d'Or), de même au Canadian Albums Chart, au UK Albums Chart, aux hit-parade hongrois et irlandais et 1er au Billboard 200. Il s'est vendu à plus de 5,3 millions d'exemplaires depuis sa sortie.

## Liste des chansons
1. It's Beginning to Look a Lot Like Christmas (Meredith Willson)
2. Santa Claus Is Coming to Town (J. Fred Coots, Haven Gillespie)
3. Jingle Bells (James Pierpont)
4. White Christmas (avec Shania Twain) (Irving Berlin)
5. All I Want for Christmas Is You (Mariah Carey, Walter Afanasieff)
6. Holly Jolly Christmas (Johnny Marks)
7. Santa Baby (Joan Javits, Philip Springer, Tony Springer)
8. Have Yourself a Merry Little Christmas (Hugh Martin, Ralph Blane)
9. Christmas (Baby Please Come Home) (Phil Spector, Jeff Barry, Ellie Greenwich)
10. Silent Night (Joseph Mohr, Franz Gruber)
11. Blue Christmas (Bill Hayes, Jay Johnson)
12. Cold December Night (Michael Bublé, Alan Chang, Bob Rock)
13. I'll Be Home for Christmas (Kim Gannon, Walter Kent, Buck Ram)
14. Ave Maria (Franz Schubert)
15. Mis Deseos/Feliz Navidad (avec Thalía) (Michael Bublé, Humberto Gatica, Alan Chang/José Feliciano)

## Titres bonus
1. Winter Wonderland (Felix Bernard, Richard B. Smith)
2. Frosty the Snowman (Walter E. Rollins, Steve Nelson)
3. Silver Bells (avec Naturally 7) (Jay Livingston, Ray Evans)

## Certifications
| Date | Pays          | Certifications | Vente       |
| ---- | ------------- | -------------- | ----------- |
|      | Allemagne     | Platine        |             |
|      | Australie     | 8 × Platine    |             |
|      | Autriche      | Platine        |             |
|      | Belgique      | Or             |             |
|      | Canada        | 8 × Platine    |             |
|      | États-Unis    | 3 × Platine    |             |
|      | France (SNEP) | Or             |             |
|      | Hongrie       | Platine        |             |
|      | Irlande       | 7 × Platine    |             |
|      | Italie        | 4 × Platine    |             |
|      | Mexique       | Platine        |             |
|      | Norvège       | Platine        |             |
|      | Pologne       | Platine        |             |
|      | Royaume-Uni   | 7 × Platine    |             |
|      | Suède         | Platine        |             |
|      | Suisse        | Or             |             |
| 2016 | Mondial       |                | 10.000.000+ |